# 니콜라스 스파노스
니콜라스 스파노스(Nicholas Spanos, 본명: Nicholas Peter Spanos, 1942년 – 1994년 6월 6일)는 1975년부터 1994년 6월 6일 단일 엔진 비행기 추락 사고로 사망할 때까지 칼턴 대학교의 심리학 교수이자 실험 최면 연구소 소장이었다. 스파노스는 일반 신념(common belief) 등 여러 연구를 수행했다. 최면에 대한 일반적인 믿음과 실제로 일어나는 일 사이의 차이를 구별하려고 노력했다. 스파노스가 수행한 이러한 연구는 최면이 변경된 상태가 아니며 실제로 참가자가 따라갈지 여부를 선택하는 제안된 행동이라는 현대적인 이해를 이끌어 냈다. 이와 함께 스파노스는 해리성 정체감 장애에 관한 연구를 진행했는데, 다중인격은 트라우마의 산물이 아니라 사회적 규범에 기초하고 있다고 밝혔다.